# Steve Strupeit
Steve Strupeit (* 1980 in Bernburg (Saale)) ist ein deutscher Pflegewissenschaftler und Hochschullehrer.

## Leben
Strupeit absolvierte ab 1997 eine Ausbildung zum Gesundheits- und Krankenpfleger. Anschließend sammelte er bis 2006 Erfahrungen in der klinischen Tätigkeit. Er absolvierte ein Studium in Pflegemanagement, das er an der Hamburger Fern-Hochschule mit der Arbeit Gemeindeschwestern in der DDR: Berufsprofil und Übertragbarkeit auf den bundesdeutschen Kontext als Diplom-Pflegwirt abschloss. Von 2008 bis 2014 war er in verschiedenen Forschungsprojekten tätig. In dieser Zeit tritt er auch durch schriftstellerische Tätigkeit in Erscheinung, zudem absolvierte er ein Bachelor-Studium der Pflegewissenschaft und Politikwissenschaft an der Universität Bremen, bevor er ein Studium der Pflegewissenschaft an der Charité Universitätsmedizin Berlin als Master in Science of Nursing mit der Arbeit Wissen zu Dekubitus – Welches Wissen wird an deutschen Pflegeschulen gelehrt? abschloss. Im Februar 2014 wurde er an der Charité mit der Dissertation Evidenzbasierte Grundlagen für gesundheitsförderliche und präventive Ansätze im Kontext einer erweiterten pflegerischen Versorgungspraxis am Beispiel Mobilität und Lebensqualität zum Dr. rer. cur. promoviert.
Strupeit nahm im September 2014 einen Ruf auf die Professur für Pflegewissenschaft mit dem Schwerpunkt Entwicklungsfelder in der Pflege an die Hochschule München an. 2017 wechselte er auf die Professur für Pflegewissenschaft an die Pädagogische Hochschule Schwäbisch Gmünd. Dort war er bis Mai 2022 Institutsdirektor des Institut für Pflegewissenschaft. Von April 2021 bis Mai 2022 war er Prorektor für Studium und Lehre der Pädagogischen Hochschule Schwäbisch Gmünd. Im Juni 2022 wurde er Direktor des Instituts für Pflegewissenschaft und Interprofessionelles Lernen der Universitätsmedizin Greifswald.

## Publikationen (Auswahl)
- Gemeindeschwestern in der DDR: Berufsprofil und Übertragbarkeit auf den bundesdeutschen Kontext, VDM Verlag Dr. Müller, Saarbrücken 2008, ISBN 978-3-8364-7945-5.
- mit Gonda Bauernfeind: Dekubitusprophylaxe und -behandlung: Praxisleitfaden zum Expertenstandard "Dekubitusprophylaxe in der Pflege", Kohlhammer, Stuttgart 2015, ISBN 978-3-17-022080-5.
- mit Christine Boldt und Arne Buss: Schnittstellen in der Versorgung von pflege- und hilfebedürftigen älteren Menschen: Probleme und Lösungsansätze aus Sicht der Pflege, Bayerisches Landesamt für Gesundheit und Lebensmittelsicherheit, Erlangen 2017.
- mit Gonda Bauernfeind: Interprofessionelle Wundheilung und -behandlung : Praxisleitfaden zum Expertenstandard "Pflege von Menschen mit chronischen Wunden", Kohlhammer, Stuttgart 2021, ISBN 978-3-17-021691-4.